# Desa Cigugur (administrativ by i Indonesien, lat -6,33, long 107,89)
Desa Cigugur är en administrativ by i Indonesien.   Den ligger i provinsen Jawa Barat, i den västra delen av landet, 120 km öster om huvudstaden Jakarta.